# Lanaken
Lanaken (en limburguès Lôneke) és un municipi belga de la província de Limburg a la regió de Flandes. Està compost per les seccions de Lanaken, Gellik, Neerharen, Rekem i Veldwezelt.